# Lunds vokalensemble
Lunds Vokalensemble är en blandad kör med cirka 35 sångare, hemmahörande i Lund. Kören startade sin verksamhet 1990 under Håkan Olsson och leddes 1995-2013 av Ingemar Månsson och 2017-2023 av Martin Arpåker. Från och med hösten 2023 är Ragnar Bohlin dirigent och konstnärlig ledare för kören. 
Allt sedan starten 1990 har kören arbetat med en mycket bred repertoar, från renässansmusik till helt nyskrivna verk. Tyngdpunkten ligger på a cappella-musik. Kören beställer och framför regelbundet nyskriven musik, de senaste åren av bl.a. Jacob Mühlrad, Linda Alexandersson och Daniel Fjellström. Flera av körens tidigare medlemmar är tonsättare och har bidragit med verk till kören, såsom Linda Alexandersson, Ulrika Emanuelsson, Stefan Klaverdal och Håkan Olsson Reising. 
Vokalensemblen framträder främst i Sverige, men gör ofta turnéer utomlands och har vunnit Grand Prix i Debrecen 1998 och Europeiska Grand Prix i Varna 1999. Tack vare framgångarna har kören inbjudits till ACDA (American Choral Directors’ Association) Southwest Convention 2000 och ACDA National Convention i New York 2003 där kören framträdde i Carnegie Hall, Riverside Church och Lincoln Center. Under senare år har kören bl.a. deltagit i Grand Prix i Tours 2018, framfört nyskriven musik vid Föreningen Svenska Tonsättares 100-årsjubileum och gästat Viborgs internationella kyrkomusikfestival.
Lunds Vokalensemble har gett ut nio studioproducerade CD-skivor. Därutöver har kören spelat in ett antal live-skivor, bland annat Bachs h-mollmässa, Verdis requiem och Brahms requiem.
Kören bjuder in gästdirigenter med jämna mellanrum. Bland andra har Eric Ericson, Gustaf Sjökvist och Mats Paulson gästat kören.